# Alisyn Camerota
Alisyn Lane Camerota (Shrewsbury, 21 de junho de 1966) é uma jornalista estadunidense e âncora do programa matinal da CNN New Day. Camerota foi duas vezes indicada ao Emmy Award.